# Tanpura

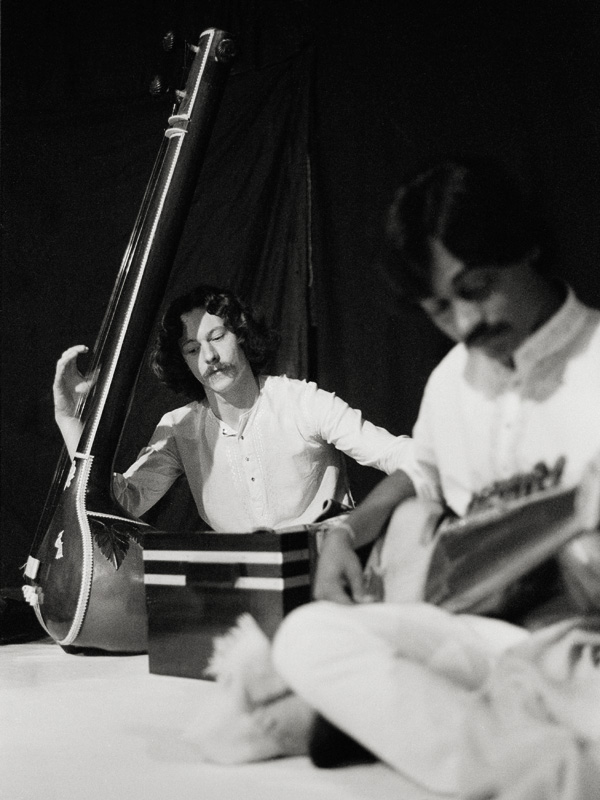
Músico tocando la tanpura

La tanpura, tambura o tambora es un instrumento de cuerda pulsada de la India, que se usa para mantener sonidos zumbantes constantes. Es un instrumento de la misma familia de la vina, que tiene una relación con la diosa Saraswati, patrona y musa de las Bellas Artes en el panteón hindú. 
Está confeccionada como una gran calabaza, que funciona como caja de resonancia, de la que sale un mástil de madera. Posee cuatro cuerdas –aunque excepcionalmente hay tanpuras de 5 cuerdas– que se afinan para crear la armonía de la octava. 
Una afinación característica para obtener la base armónica de una raga, tal como se les llama a las composiciones tradicionales indias, sería: 
- La 1.ª cuerda se afina en la nota “sol”, que en la escala india corresponde a “pa”.
- La 2.ª y 3.ª cuerda se afinan en “do alto”, correspondientes al “sa alto” de la escala india.
- La 4.ª cuerda, también conocido como la nota tónica o básica, se afina en “do básico”, “sa básico” en la escala india.

La unión de vibraciones de las distintas cuerdas crea sonidos intermedios que forman el fondo circular.
Este instrumento ofrece la peculiar y mántrica constancia de su sonido, y durante un concierto es como el faro o punto de referencia que el resto de músicos necesita para no extraviarse en sus largos paseos por estas composiciones libres de partitura. Generalmente es el propio músico solista quien comprueba –y retoca si así lo considera– la afinación de la tanpura justo antes de comenzar el concierto. 
La tanpura es un instrumento de gran belleza estética en su forma tradicional, pero el volumen de estas hace complicado su transporte. En la actualidad, los músicos habitualmente optan en sus desplazamientos por un diseño más funcional, en el que una delgada y rectangular caja de madera da la resonancia y a la vez sostiene las cuerdas.